# Джилби, Ричард, 12-й барон Вокс из Херроудена
Ричард Хьюберт Гордон Джилби, 12-й барон Вокс из Херроудена (англ. Richard Hubert Gordon Gilbey, 12th Baron Vaux of Harrowden; родился 16 марта 1965 года) — британский наследственный пэр и член Палаты лордов.

## Биография
Родился 16 марта 1965 года. Старший сын Энтони Уильяма Джилби, 11-го барона Вокса из Херроудена (1940—2014), и Беверли Энн Уолтон, дочери Чарльза Александра Уолтона. Он получил образование в Амплфорт-колледже (Амплфорт, Йоркшир).
16 декабря 2014 года после смерти своего отца Ричард Джилби унаследовал титул 12-го барона Вокса из Херроудена. Он унаследовал фамильное поместье Руско близ Гейтхауса Флита в графстве Керкудбрайтшир.
Он был избран в Палату лордов на дополнительных выборах наследственных пэров в июле 2017 года вместо лорда Уолпола, который ушел в отставку в июне 2017 года. 17 октября 2017 года он произнес свою первую речь о влиянии Brexit на сельское хозяйство в Шотландии.
Первоначально он получил квалификацию дипломированного бухгалтера и был управляющим директором по корпоративному развитию Sungard Data Systems с 2003 по 2016 год.

## Семья
В 1996 году Ричард Джилби женился на Элизабет Фрэнсис Уорсли (род. 21 января 1965), дочери Майкла Роберта Уорсли и Джейн Элизабет Лав. У супругов двое детей:
- Достопочтенный Александр Джон Джилби (род. 2000), старший сын и наследник титула.
- Достопочтенный Питер Ричард Джилби (род. 2002)